# Bimini & Cat Cay
25°44′N 79°15′V / 25.733°N 79.250°V
Bimini & Cat Cay i daglig tale blot Bimini er et distrikt og en ø i Bahamas.